# Сосновая улица (Сестрорецк)
Сосно́вая у́лица — улица в городе Сестрорецке Курортного района Санкт-Петербурга. Проходит от улицы Андреева до набережной реки Сестры.
Название появилось в начале XX века и связано с тем, что улица проходит среди сосен.

## Застройка
- № 18 — загородный дом В. П. Олофа (1911—1913; выявленный объект культурного наследия[2])

## Перекрёстки
- Улица Андреева
- Уральский переулок
- Набережная реки Сестры